# Saint-Cassien (Dordonha)
Saint-Cassien é uma comuna francesa na região administrativa da Nova Aquitânia, no departamento Dordonha. Estende-se por uma área de 5 km². Em 2010 a comuna tinha 36 habitantes (densidade: 7,2 hab./km²).